# Autorità di bacino interregionale del fiume Magra
L'Autorità interregionale di bacino del fiume Magra è una delle Autorità interregionali istituite a seguito dell'art. 13 della legge del 18 maggio 1989, n. 183 e ha il compito di gestire il bacino idrografico dell'omonimo fiume.
Il territorio gestito dall'ente è suddiviso fra i seguenti enti:
| Liguria                                | Toscana                              |
| -------------------------------------- | ------------------------------------ |
| Provincia della Spezia 29 comuni       | Provincia di Massa-Carrara 15 comuni |
| Città metropolitana di Genova 1 comune | Provincia di Lucca 1 comune          |

La sede amministrativa è a Sarzana.